# Chryzanta
Chryzanta – imię żeńskie pochodzenia greckiego, od gr. χρυσος (chrysos) - "złoty" i ανθος (anthos) - "kwiat". Żeński odpowiednik imienia Chryzant, które posiada kilku świętych patronów, w tym najbardziej znanego - św. Chryzanta wspominanego razem ze św. Darią.
Chryzanta imieniny obchodzi 25 października.